# Francisco Sierralta
Francisco Andrés Sierralta Carvallo (Santiago, 6 maggio 1997) è un calciatore cileno, difensore dell'Auxerre e della nazionale cilena.

## Carriera

### Club
Nel 2016 ha giocato 8 partite in Coppa Sudamericana con il Palestino.
Il 10 agosto 2017 viene ingaggiato dall'Udinese, ed il giorno dopo viene mandato subito in prestito al Parma neopromosso in serie B. Il 10 settembre fa il suo esordio nel campionato cadetto nei minuti finali della patita col Brescia, persa per 0-1. Disputa complessivamente 10 partite, ottenendo la promozione in serie A con gli emiliani.
Rientrato ai friulani, il 7 agosto 2018 il Parma ne riottiene il prestito  e così con gli emiliani esordisce nella massima serie il 15 settembre 2018, nella partita vinta in casa dell'Inter, entrando nella ripresa al posto di Simone Iacoponi. Purtroppo la sua prima stagione in serie A si rivela tribolata, in quanto subisce due infortuni  che lo costringono a restare fuori per gran parte della stagione. Esordisce da titolare il 3 aprile 2019 nella partita in casa del Frosinone, persa per 3-2. Alla fine gioca sei partite in campionato.
Rimasto nella rosa dell'Udinese nell'estate 2019, esordisce con i friulani il 4 dicembre 2019 nella partita del quarto turno di Coppa Italia contro il Bologna, vinta per 4-0. Non trovando spazio in squadra, l'11 gennaio 2020 viene ceduto in prestito all'Empoli. Esordisce con i toscani il 24 gennaio successivo nel pareggio casalingo con il Chievo (1-1), mentre il 3 marzo segna il suo primo gol in un campionato italiano, nel successo per 3-2 in casa della Cremonese.
Il 9 settembre 2020 firma per il Watford.

### Nazionale
Nel 2017 ha partecipato al campionato sudamericano Under-20, nel quale ha giocato 4 partite.
Nel 2018 ha esordito nella nazionale maggiore cilena.

## Statistiche

### Presenze e reti nei club
Statistiche aggiornate al 1° luglio 2025.
| Stagione        | Squadra              | Campionato      | Campionato | Campionato | Coppe nazionali | Coppe nazionali | Coppe nazionali | Coppe continentali | Coppe continentali | Coppe continentali | Altre coppe | Altre coppe | Altre coppe | Totale | Totale |
| Stagione        | Squadra              | Comp            | Pres       | Reti       | Comp            | Pres            | Reti            | Comp               | Pres               | Reti               | Comp        | Pres        | Reti        | Pres   | Reti   |
| --------------- | -------------------- | --------------- | ---------- | ---------- | --------------- | --------------- | --------------- | ------------------ | ------------------ | ------------------ | ----------- | ----------- | ----------- | ------ | ------ |
| 2015-2016       | Universidad Católica | PD              | 1+1        | 1          | CC              | 2               | 1               | -                  | -                  | -                  | -           | -           | -           | 4      | 2      |
| 2016-2017       | Palestino            | PD              | 17         | 1          | CC              | 2               | 0               | CS                 | 8                  | 0                  | -           | -           | -           | 27     | 1      |
| 2017-2018       | Parma                | B               | 10         | 0          | CI              | 0               | 0               | -                  | -                  | -                  | -           | -           | -           | 10     | 0      |
| 2018-2019       | Parma                | A               | 6          | 0          | CI              | 0               | 0               | -                  | -                  | -                  | -           | -           | -           | 6      | 0      |
| Totale Parma    | Totale Parma         | Totale Parma    | 16         | 0          |                 | 0               | 0               |                    | -                  | -                  |             | -           | -           | 16     | 0      |
| 2019-gen. 2020  | Udinese              | A               | 0          | 0          | CI              | 1               | 0               | -                  | -                  | -                  | -           | -           | -           | 1      | 0      |
| gen.-giu. 2020  | Empoli               | B               | 11         | 1          | CI              | 0               | 0               | -                  | -                  | -                  | -           | -           | -           | 11     | 1      |
| 2020-2021       | Watford              | FLC             | 26         | 1          | FACup+CdL       | 1+2             | 0+0             | -                  | -                  | -                  | -           | -           | -           | 29     | 1      |
| 2021-2022       | Watford              | PL              | 5          | 0          | FACup+CdL       | 1+2             | 0+0             | -                  | -                  | -                  | -           | -           | -           | 8      | 0      |
| 2022-2023       | Watford              | FLC             | 18         | 1          | FACup+CdL       | 1+1             | 0+0             | -                  | -                  | -                  | -           | -           | -           | 20     | 1      |
| 2023-2024       | Watford              | FLC             | 27         | 0          | FACup+CdL       | 3+1             | 0+0             | -                  | -                  | -                  | -           | -           | -           | 31     | 0      |
| 2024-2025       | Watford              | FLC             | 33         | 0          | FACup+CdL       | 0+2             | 0+0             | -                  | -                  | -                  | -           | -           | -           | 35     | 0      |
| Totale Watford  | Totale Watford       | Totale Watford  | 109        | 2          |                 | 14              | 0               |                    | -                  | -                  |             | -           | -           | 123    | 2      |
| 2025-2026       | Auxerre              | L1              | 0          | 0          | CF              | 0               | 0               | -                  | -                  | -                  | -           | -           | -           | 0      | 0      |
| Totale carriera | Totale carriera      | Totale carriera | 155        | 5          |                 | 19              | 1               |                    | 8                  | 0                  |             | -           | -           | 182    | 6      |

### Cronologia presenze e reti in nazionale
| Cronologia completa delle presenze e delle reti in nazionale ― Cile | Cronologia completa delle presenze e delle reti in nazionale ― Cile | Cronologia completa delle presenze e delle reti in nazionale ― Cile | Cronologia completa delle presenze e delle reti in nazionale ― Cile | Cronologia completa delle presenze e delle reti in nazionale ― Cile | Cronologia completa delle presenze e delle reti in nazionale ― Cile | Cronologia completa delle presenze e delle reti in nazionale ― Cile | Cronologia completa delle presenze e delle reti in nazionale ― Cile |
| Data                                                                | Città                                                               | In casa                                                             | Risultato                                                           | Ospiti                                                              | Competizione                                                        | Reti                                                                | Note                                                                |
| ------------------------------------------------------------------- | ------------------------------------------------------------------- | ------------------------------------------------------------------- | ------------------------------------------------------------------- | ------------------------------------------------------------------- | ------------------------------------------------------------------- | ------------------------------------------------------------------- | ------------------------------------------------------------------- |
| 8-6-2018                                                            | Poznań                                                              | Polonia                                                             | 2 – 2                                                               | Cile                                                                | Amichevole                                                          | -                                                                   | 87’                                                                 |
| 15-10-2019                                                          | Alicante                                                            | Cile                                                                | 3 – 2                                                               | Guinea                                                              | Amichevole                                                          | -                                                                   |                                                                     |
| 8-10-2020                                                           | Montevideo                                                          | Uruguay                                                             | 2 – 1                                                               | Cile                                                                | Qual. Mondiali 2022                                                 | -                                                                   |                                                                     |
| 13-10-2020                                                          | Santiago del Cile                                                   | Cile                                                                | 2 – 2                                                               | Colombia                                                            | Qual. Mondiali 2022                                                 | -                                                                   |                                                                     |
| 8-6-2021                                                            | Santiago del Cile                                                   | Cile                                                                | 1 – 1                                                               | Bolivia                                                             | Qual. Mondiali 2022                                                 | -                                                                   |                                                                     |
| 21-6-2021                                                           | Cuiabá                                                              | Uruguay                                                             | 1 – 1                                                               | Cile                                                                | Coppa America 2021 - 1º turno                                       | -                                                                   | 19’                                                                 |
| 24-6-2021                                                           | Brasilia                                                            | Cile                                                                | 0 – 2                                                               | Paraguay                                                            | Coppa America 2021 - 1º turno                                       | -                                                                   |                                                                     |
| 2-7-2021                                                            | Rio de Janeiro                                                      | Brasile                                                             | 1 – 0                                                               | Cile                                                                | Coppa America 2021 - Quarti di finale                               | -                                                                   | 83’                                                                 |
| 11-11-2021                                                          | Asunción                                                            | Paraguay                                                            | 0 – 1                                                               | Cile                                                                | Qual. Mondiali 2022                                                 | -                                                                   | 67’                                                                 |
| 16-11-2021                                                          | Santiago del Cile                                                   | Cile                                                                | 0 – 2                                                               | Ecuador                                                             | Qual. Mondiali 2022                                                 | -                                                                   |                                                                     |
| 10-6-2022                                                           | Kobe                                                                | Cile                                                                | 0 – 2                                                               | Tunisia                                                             | Kirin Cup                                                           | -                                                                   |                                                                     |
| 14-6-2022                                                           | Suita                                                               | Cile                                                                | 0 – 0 (1– 3 dtr)                                                    | Ghana                                                               | Kirin Cup                                                           | -                                                                   | 46’ 81’                                                             |
| 27-9-2022                                                           | Vienna                                                              | Qatar                                                               | 2 – 2                                                               | Cile                                                                | Amichevole                                                          | -                                                                   |                                                                     |
| 16-11-2022                                                          | Varsavia                                                            | Polonia                                                             | 1 – 0                                                               | Cile                                                                | Amichevole                                                          | -                                                                   | 89’                                                                 |
| 20-11-2022                                                          | Bratislava                                                          | Slovacchia                                                          | 0 – 0                                                               | Cile                                                                | Amichevole                                                          | -                                                                   | 83’                                                                 |
| 5-6-2025                                                            | Santiago del Cile                                                   | Cile                                                                | 0 – 1                                                               | Argentina                                                           | Qual. Mondiali 2026                                                 | -                                                                   |                                                                     |
| 10-6-2025                                                           | El Alto                                                             | Bolivia                                                             | 2 – 0                                                               | Cile                                                                | Qual. Mondiali 2026                                                 | -                                                                   | 46’ 55’                                                             |
| Totale                                                              |                                                                     | Presenze                                                            | 17                                                                  |                                                                     | Reti                                                                | 0                                                                   |                                                                     |

## Palmarès

### Club

#### Competizioni nazionali
- Campionato cileno: 1

Univ. Católica: Clausura 2016